# San Martiño (Allariz)
San Martiño es un lugar situado en la parroquia de San Martiño de Pazoo, del concello de Allariz, en la provincia de Orense, Galicia, España.